# Monmouth (Schiff, 1903)
HMS Monmouth, das sechste Schiff der britischen Navy mit diesem Namen, war das Typschiff einer Klasse von insgesamt zehn 9.800 Tonnen schweren Panzerkreuzern, benannt nach der Stadt Monmouth in der damaligen Grafschaft Monmouthshire, die heute zu Wales gehört. Die Klasse war aber auch als County-Klasse bekannt, da alle Schwesterschiffe nach britischen Grafschaften benannt wurden. Die Monmouth wurde im Seegefecht bei Coronel mit ihrer gesamten Besatzung versenkt.

## Geschichte
Der Bau der Monmouth wurde am 29. August 1899 bei der London & Glasgow Shipping Company als erstes Schiff dieses Typs begonnen. Als sie am 13. November 1901 vom Stapel lief, waren bereits drei Schwesterschiffe vom Stapel gelaufen und als sie am 2. Dezember 1903 endlich in Dienst gestellt wurde, waren schon fünf Panzerkreuzer dieser Klasse im Dienst der Royal Navy.
Die Monmouth war mit vierzehn 6-inch-(15,2-cm)-Geschützen vom Typ Mk VII und Mk VIII relativ schwach bewaffnet. Vier Geschütze waren in Doppeltürmen an Bug und Heck platziert. Einziger Unterschied zwischen Mk.VII und Mk.VIII war, dass bei Mk.VIII der Verschluss nach links statt nach rechts öffnete. Die Mk.VIII wurden als linkes Rohr in die Doppeltürme eingebaut, was das Nachladen erleichterte, da die Verschlüsse zu den Turmwänden hin wegschwenkten. Die restlichen Geschütze der Hauptbewaffnung befanden sich in Kasematten entlang der Rumpfseiten. Von diesen waren nur die vier oberen in den Doppelkasematten auch bei schwerer See einsetzbar. Darüber hinaus verfügten die Schiffe über zehn 12-pdr-(7,62-cm)-Schnellfeuergeschütze, drei 3-pdr-(4,7-cm)-Schnellfeuergeschütze und zwei 18-Zoll-(45,7-cm)-Breitseittorpedorohre.
Anfangs bei der Mittelmeerflotte, diente die Monmouth von 1906 bis 1913 in Ostasien (der britischen China-Station) und wurde im Januar 1914, da technisch überholt, der „Reserve Fleet“ überwiesen.
In der Home Fleet war für die alten Panzerkreuzer mit der schwachen Hauptbewaffnung und der geringen Geschwindigkeit kein Platz mehr. Das letzte Geschwader mit diesem Typ war 1913 unter Konteradmiral Sir Christopher Cradock zur Wahrung britischer Interessen in die politisch unruhige Karibik und vor das im Bürgerkrieg befindliche Mexiko verlegt worden. Dort taten die Schwesterschiffe Suffolk, Berwick, Essex und Lancaster Dienst. Für die Umsetzung einer Kanonenbootpolitik waren diese Schiffe geeigneter als zum Einsatz gegen moderne Kriegsschiffe.
In der Reserve befanden sich die ebenfalls 1913 aus China zurückgekehrte Kent sowie die Cornwall und vermutlich auch die Donegal.

## Kriegseinsatz
Mit Ausbruch des Ersten Weltkriegs wurde sie reaktiviert und war für das 5. Kreuzer-Geschwader des Konteradmirals Archibald P. Stoddart mit dessen Flaggschiff Carnarvon bei den Kap Verden vorgesehen, dem ihre schneller einsatzbereiten Schwesterschiffe Cornwall und Cumberland bereits zugewiesen worden waren.
Da die Admiralität die größte Bedrohung des britischen Handels durch umgerüstete deutsche Schnelldampfer befürchtete, befahl sie das vor Mexiko eingesetzte 4. Kreuzer-Geschwader unter Admiral Sir Christopher Cradock mit seinem Flaggschiff Suffolk erst vor die nordamerikanische Küste. Er hatte die in der Karibik stationierten deutschen Kleinen Kreuzer Dresden und Karlsruhe nicht beschatten können. Um seine Chancen zu verbessern, sollte der leichte Kreuzer Bristol vorerst im Norden verbleiben und die Monmouth sie vor Pernambuco ersetzen.
Als Cradock erkannte, dass die Masse der deutschen Dampfer in den USA sich auf ein Verbleiben dort einrichtete, verlegte er nun auf dem ebenfalls reaktivierten 14.100 Tonnen schweren Panzerkreuzer Good Hope zur brasilianischen Küste, da die ihm entkommenen deutschen Kreuzer anscheinend im Mittelatlantik aktiv waren. Er sammelte seine Verstärkungen vor der brasilianischen Küste und schickte den bisherigen Stationskreuzer, den modernen Leichten Kreuzer Glasgow, mit der Monmouth und dem Hilfskreuzer Otranto nach Süden zur Magellanstraße, um ein Ausweichen der Deutschen in den Pazifik zu verhindern.
Cradocks neue Verteilung erzielte einen ersten Erfolg, als der Hilfskreuzer Carmania am Morgen des 14. September 1914 den deutschen Hilfskreuzer Cap Trafalgar bei der brasilianischen Insel Trindade, 450 Seemeilen östlich von Vitória, stellte und versenkte. Allerdings wurde die Carmania auch schwer getroffen und musste vom Hilfskreuzer Macedonia nach Gibraltar zur Reparatur begleitet werden.
Cradock traf am gleichen Tag seine Südgruppe auf der Höhe von Santa Catarina. Gemeinsam liefen sie nach Montevideo, das sie am 18. September Richtung Feuerland verließen. Am 28. September trafen sie in Punta Arenas ein und mussten feststellen, dass die Dresden bereits in den Pazifik gewechselt war. Da es weitere Hinweise gab, dass der bei Kriegsausbruch an der Pazifikküste Mexikos befindliche deutsche Kleine Kreuzer Leipzig sich nach Süden bewegte, wurde es wahrscheinlicher, dass die Kreuzer sich mit dem deutschen Kreuzergeschwader vereinigen wollten. Allerdings sollte Cradock sein Geschwader durch das ältere Linienschiff Canopus verstärken. Er lief daher erst zu den Falklandinseln zurück, um dessen Ankunft abzuwarten.
Am 21. Oktober wechselte Cradock dann doch mit seinen Kreuzern Good Hope, Monmouth, Glasgow sowie der Otranto in den Pazifik – möglicherweise in der Hoffnung, einen der Kreuzer noch allein zu stellen. Das Linienschiff folgte zwar, aber es war nicht in der Lage, im Kreuzerverband mitzulaufen. Ab dem 26. Oktober ankerte er in der Bucht von Vallenar im Chonos-Archipel. Die vorausfahrende Glasgow fing die Funksprüche der Leipzig auf. Cradocks Panzerkreuzer Good Hope und Monmouth brachen daraufhin am 30. Oktober von der Bucht von Vallenar aus auf, um die vermeintlich einzelne Leipzig zu stellen. Auf der Suche nach der Leipzig lief die Glasgow am 31. Oktober Coronel an. Kurz zuvor waren die Versorger des Ostasiengeschwaders Yorck und Göttingen dort eingetroffen. Göttingen lichtete wieder den Anker und funkte am 1. November um 02:50 Uhr außerhalb der Dreimeilenzone: „Kreuzer Glasgow ankert auf Coronel Reede.“ Das Geschwader von Admiral Maximilian von Spee marschierte daraufhin umgehend mit 14 Knoten nach Süden, um die Glasgow abzufangen.

### Gefecht bei Coronel
So kam es zum Seegefecht bei Coronel am 1. November 1914, in das beide Seiten in dem Glauben marschierten, einen einzelnen Kreuzer des Gegners vor sich zu haben. Als die Deutschen um 18:34 Uhr auf 11 Kilometer das Feuer eröffneten, feuerten Scharnhorst und Gneisenau auf die britischen Panzerkreuzer Good Hope und Monmouth, die beide schließlich versenkt wurden, während Leipzig und Dresden die Glasgow und die Otranto unter Feuer nahmen.
In Bewaffnung und Panzerung den beiden deutschen Großen Kreuzern Scharnhorst und Gneisenau hoffnungslos unterlegen, mit ihrer unerfahrenen Besatzung und mit ihren im hohen Seegang unbrauchbaren Kasemattgeschützen, wurde die Monmouth von der Gneisenau sehr schnell kampfunfähig geschossen und kurz darauf, brennend aus der Gefechtsformation heraustreibend, von dem verspätet auf dem Schlachtfeld eintreffenden Kleinen Kreuzer Nürnberg nach massivem Beschuss aus kurzer Distanz versenkt. Es gab keine Überlebenden.
Admiral Cradocks Flaggschiff, die Good Hope, wurde ebenfalls versenkt. Nur die Glasgow und die Otranto konnten entkommen. Insgesamt verloren mehr als 1.600 britische Seeleute in der Schlacht ihr Leben.

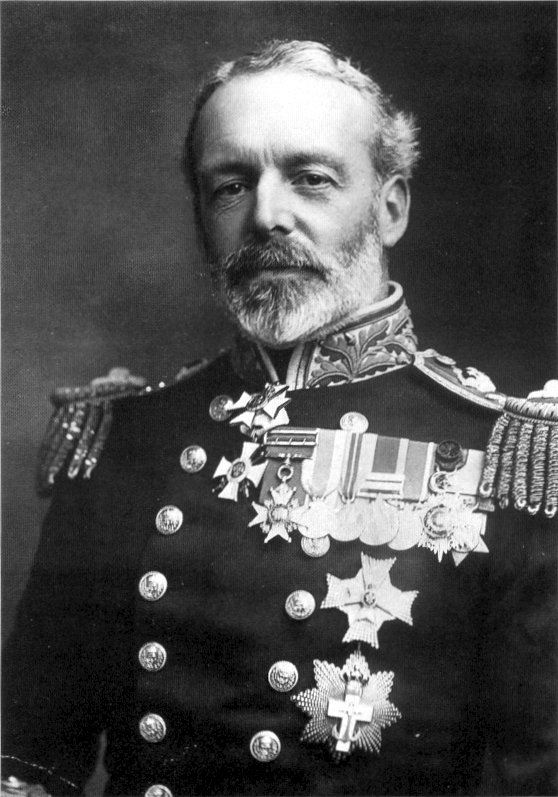
Konteradmiral Cradock
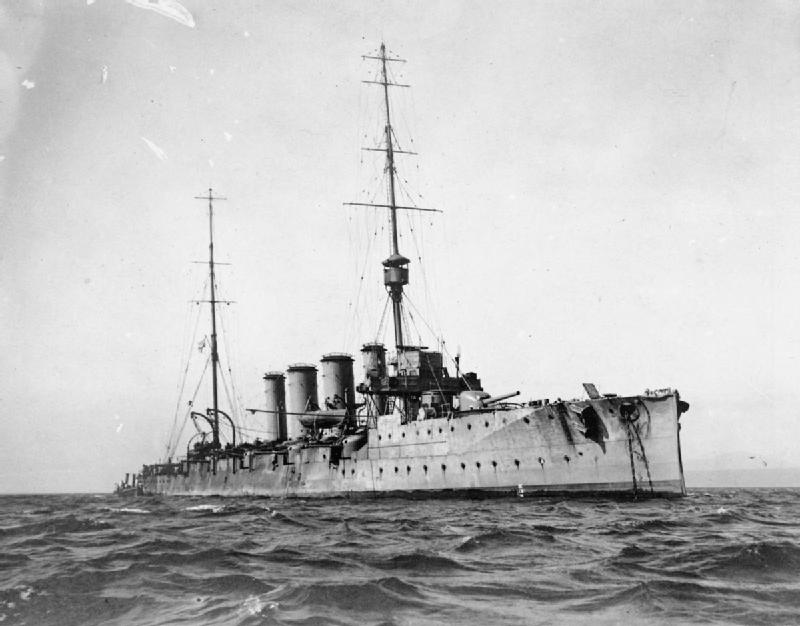
HMS Glasgow
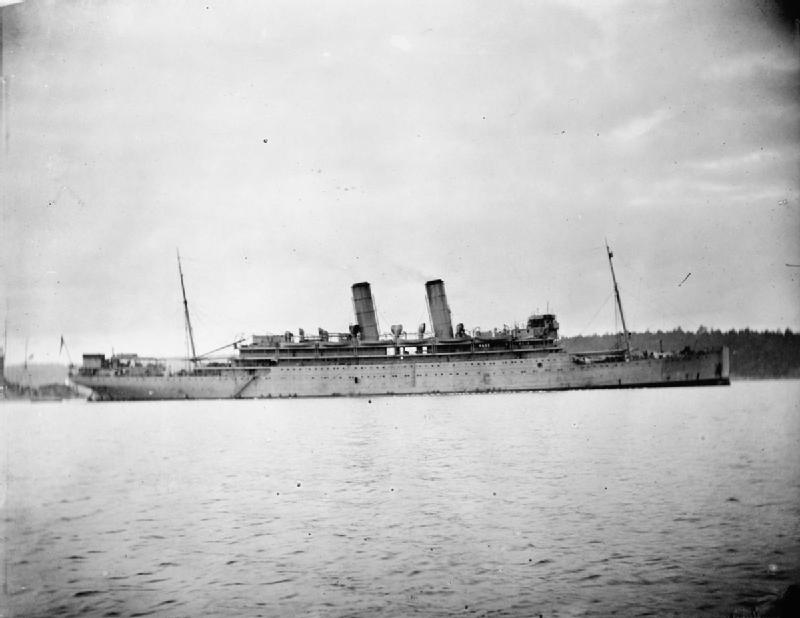
HMS Otranto
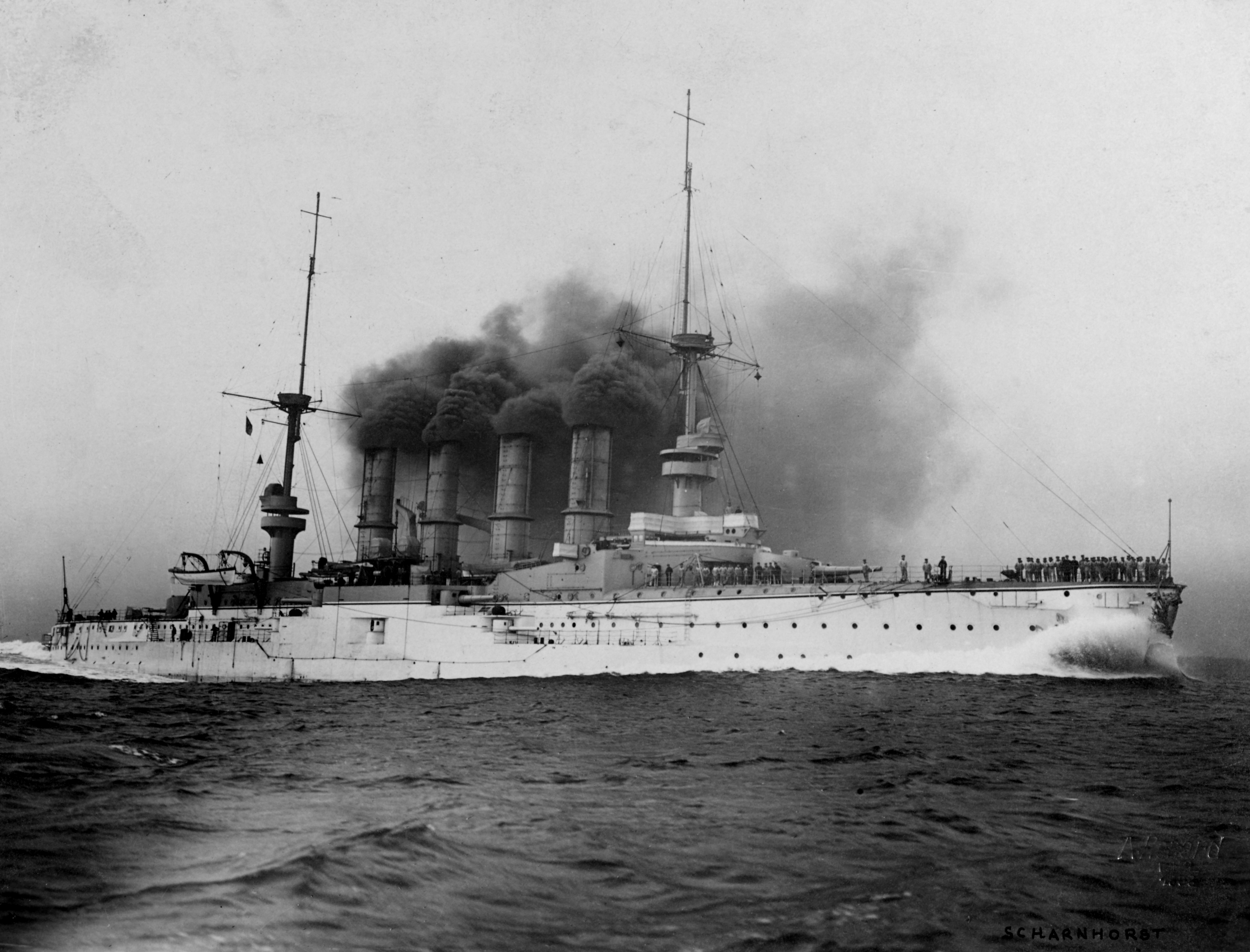
SMS Scharnhorst
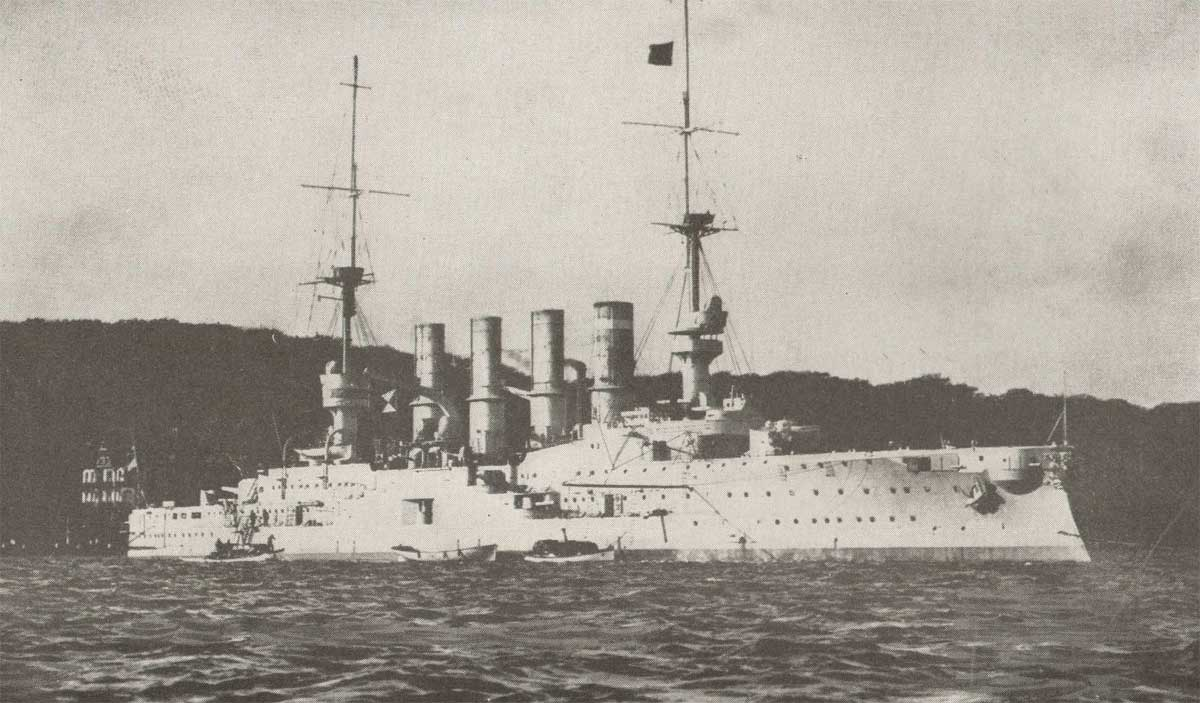
SMS Gneisenau
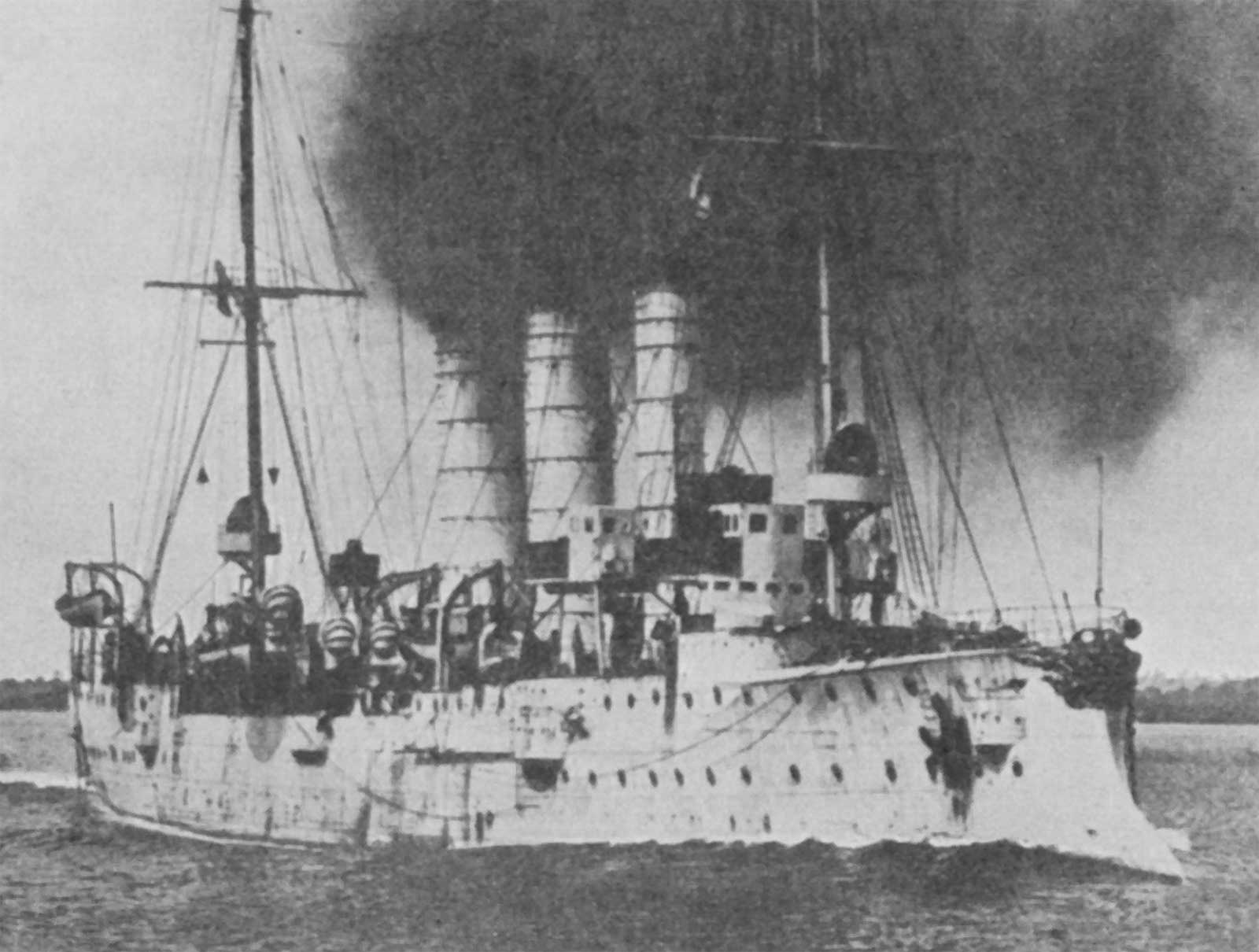
SMS Leipzig
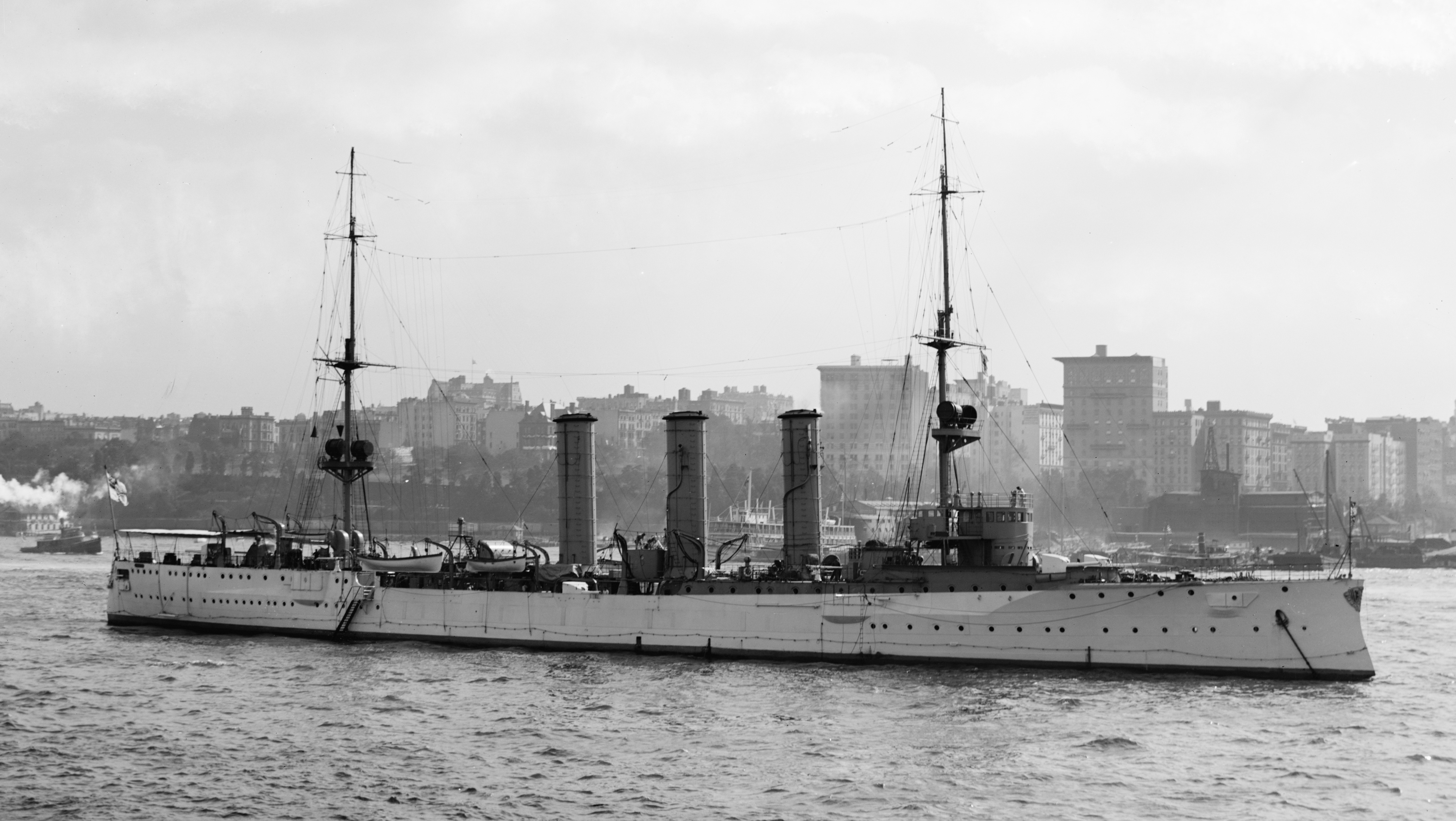
SMS Dresden

## Trivia
Die Monmouth wurde 1924 – ebenso wie die Good Hope und später noch weitere Schiffe aus der Schlacht – Namenspatin eines 3182 m hohen Berggipfels in British Columbia.